# Apeldoorn vasútállomás
Apeldoorn vasútállomás vasútállomás Hollandiában, Apeldoorn községben, Apeldoorn településen.

## Vasútvonalak
Az állomást az alábbi vasútvonalak érintik:
- Amsterdam–Zutphen-vasútvonal
- Apeldoorn–Deventer-vasútvonal

## Kapcsolódó állomások
A vasútállomáshoz az alábbi állomások vannak a legközelebb:
- Hoevelaken vasútállomás (Amsterdam Centraal, Amsterdam–Zutphen-vasútvonal)
- Apeldoorn Osseveld vasútállomás (Deventer vasútállomás, Apeldoorn–Deventer-vasútvonal)
- Apeldoorn De Maten vasútállomás (Zutphen vasútállomás, Amsterdam–Zutphen-vasútvonal)